# Voltei (álbum de Elza Soares)
Voltei é um álbum de estúdio da cantora e compositora brasileira Elza Soares, lançado em 1988 pela RGE e com produção musical de Milton Manhães.

## Antecedentes
Em 1986, Garrinchinha, filho de Elza com Garrincha, morreu num acidente automobilístico. Isso causou significativos problemas emocionais para a cantora, que decidiu morar no exterior durante um tempo e tentar investir numa carreira internacional.

## Produção
Com produção musical de Milton Manhães, Voltei traz um repertório de compositores jovens do samba. É um disco essencial de samba, com compositores como Arlindo Cruz, Beto Sem Braço e Pedrinho da Flor.

## Lançamento e recepção
| Críticas profissionais | Críticas profissionais |
| Avaliações da crítica  | Avaliações da crítica  |
| Fonte                  | Avaliação              |
| ---------------------- | ---------------------- |
| Notas Musicais         | [ 3 ]                  |

Voltei foi lançado em 1988 pela RGE. Retrospectivamente, o álbum recebeu uma avaliação favorável de Mauro Ferreira, em seu portal Notas Musicais. Para ele, o álbum é caracterizado pelo crescimento exponencial do pagode entre 1985 e 1986. Ele afirmou que Voltei "é ótimo disco que - se tivesse sido escutado com a devida atenção na época - teria (re)posto Elza Soares no trilho da regularidade".
Em 2010, o álbum foi relançado em CD pelo selo Discobertas. A versão digital, por sua vez, foi distribuída pela Som Livre.

## Faixas
A seguir lista-se as faixas, compositores e durações de cada canção de Voltei:
| Lado A |                                                   |                                                                                 |         |  |
| N.º    | Título                                            | Compositor(es)                                                                  | Duração |  |
| 1.     | "Pot-Pourri: Voltei / Bom Dia Portela / Malandro" | Oswaldo Nunes Celso Castro David Correia Bebeto Di São João Jorge Aragão Jotabê | 3:54    |  |
| 2.     | "Doce Acalanto"                                   | Noca da Portela Nelson Rufino                                                   | 4:56    |  |
| 3.     | "Amor Sublime"                                    | Portela Sereno Roberto Serrão                                                   | 4:17    |  |
| 4.     | "Plenitude"                                       | Pedrinho da Flor Fernando Baster                                                | 3:59    |  |
| 5.     | "Erê"                                             | Beto sem Braço Bandeira Brasil                                                  | 4:03    |  |

| Lado B |                   |                                            |         |  |
| N.º    | Título            | Compositor(es)                             | Duração |  |
| 1.     | "Lá Vem Você"     | Wilson Ney                                 | 3:58    |  |
| 2.     | "Sem Ilusão"      | Paulo Santana Jorge Santana Carzé          | 3:56    |  |
| 3.     | "Ânsia Louca"     | Adilson Bispo Zé Roberto                   | 4:06    |  |
| 4.     | "Coisas da Gente" | Sombrinha Arlindo Cruz Luiz Carlos da Vila | 3:56    |  |
| 5.     | "Nesse Trem"      | Paulo Santana Jorge Santana Carzé          | 2:52    |  |